# 大马群山
大馬群山在中国河北省与内蒙古自治区边境。可被划为阴山山脉东段、燕山余脉或大兴安岭南端。东北-西南走向。西接桦山，东接白岔山。海拔1600米左右。主峰桦皮岭（2191米）在张家口市崇礼区北。南部的红花梁顶（2043米）与燕山相连。